# Mark Dery
Mark Dery (nascut el 24 de desembre de 1959) és un autor, conferenciant i crític cultural estatunidenc. Ha estat un dels primers observadors i crítics de la cultura en línia, va ajudar a popularitzar el terme 'culture jamming' i, en general, se li atribueix haver encunyat el terme 'Afrofuturisme' al seu assaig "Black to the Future" al antologia Flame Wars: The Discourse of Cyberculture.
Escriu sobre mitjans de comunicació i cultura visual, especialment elements marginals de la cultura per a una gran varietat de publicacions, des de Rolling Stone a BoingBoing.

## Primera vida i educació
Dery va néixer a Boston, Massachusetts. Va créixer a Chula Vista (Califòrnia). Va obtenir un BA de l'Occidental College el 1982. És de descendència anglo-irlandesa-escocesa amb alguna ascendència francesa.

## Ensenyament
Del 2001 al 2009, Dery va ensenyar crítica dels mitjans, periodisme literari i l'assaig al Departament de Periodisme de la Universitat de Nova York.
El gener de 2000, va ser nomenat membre distingit del canceller a la Universitat de Califòrnia, Irvine. A l'estiu de 2009, va ser becat en residència a l'Acadèmia Americana de Roma, Itàlia. El 2017, va ensenyar "Estètica fosca" (el gòtic, el grotesc, l'inquiet, l'abjecte i altres estètiques transgressores) a la Universitat Yale.

## Carrera d'escriptor
Un dels primers col·laboradors de l'estudi de la cibercultura i els efectes culturals de l'era digital, Dery ha escrit per a The New York Times Magazine, The Atlantic Monthly, The Washington Post, Lingua Franca, The Village Voice, Rolling Stone, Spin, Wired, Salon.com,  BoingBoing, i Gabinet, entre altres publicacions. Els llibres de Dery inclouen monografies com Escape Velocity: Cyberculture at the End of the Century (1996), així com l'antologia editada Flame Wars: The Discourse of Cyberculture (1994) i una col·lecció d'assajos, I Must Not Think Bad Thoughts: Drive-By Essays on American Dread, American Dreams (2012). Escape Velocity i I Must Not Think Bad Thoughts han estat traduïts a altres llengües.

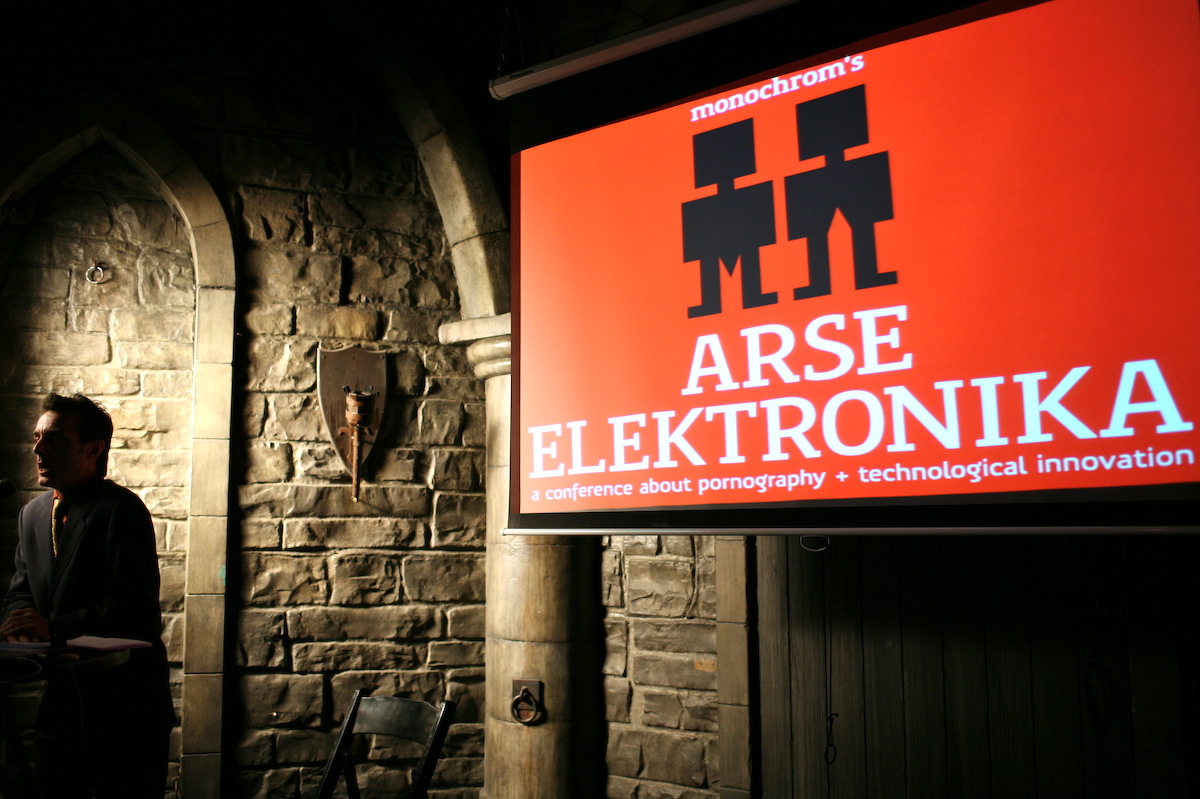
Mark Dery parlant a Arse Elektronika 2007

El 1990, l'article de Dery al New York Times "The Merry Pranksters and the Art of the Hoax" va oferir una discussió inicial als mitjans de comunicació de la pràctica del "culture jamming" per part d'una generació emergent d'activistes.
A Flame Wars, Dery es pregunta, en un assaig titulat "Black to the Future," per què "tan pocs afroamericans escriuen ciència-ficció, un gènere en què les trobades properes amb l'Altre (l'estrany en una terra estranya) sembla únic per les preocupacions dels novel·listes afroamericans?" A la peça, Dery entrevista tres pensadors afroamericans: l'escriptor de ciència-ficció Samuel R. Delany, l'escriptor i músic Greg Tate, i la crítica cultural Tricia Rose, sobre diferents dimensions crítiques de l'afrofuturisme, i és en el seu assaig introductori a "Black to the Future" que Dery encunya el terme "Afrofuturisme", que ara ocupa un lloc destacat als estudis de tecnocultura negra. El defineix així:
| « | "La ficció especulativa que tracta temes afroamericans i aborda les preocupacions afroamericanes en el context de la tecnocultura del segle xx, i, de manera més general, la significació afroamericana que s'apropia d'imatges de tecnologia i d'un futur millorat protèticament, podria, per manca d'un terme millor, anomenar-se afrofuturisme." | » |

L'assaig de Dery "Cotton Candy Autopsy: Deconstructing Psycho Killer Clowns" a The Pyrotechnic Insanitarium: American Culture on the Brink (1999) és la seva lectura atenta del meme del "pallasso malvat".
El 2018, Dery va publicar una biografia de l'artista i il·lustrador Edward Gorey, titulada Born to Be Posthumous: The Eccentric Life and Mysterious Genius of Edward Gorey. Àmpliament ressenyat, el llibre és la primera biografia de l'excèntrica figura, posant les creacions idiosincràtiques de Gorey en un context més personal.

## Llibres
- Culture Jamming: Hacking, Slashing and Sniping in the Empire of Signs. Open Magazine Pamphlet Series, 1993.
- Flame Wars: The Discourse of Cyberculture (ed.). Duke University Press, 1994. ISBN 0-8223-1540-8
- Escape Velocity: Cyberculture at the End of the Century. Grove Press, 1996. ISBN 0-8021-3520-X
- The Pyrotechnic Insanitarium: American Culture on the Brink. Grove Press, 1999. ISBN 0-8021-3670-2
- I Must Not Think Bad Thoughts: Drive-By Essays on American Dread, American Dreams. University of Minnesota Press, 2012. ISBN 978-0-8166-7773-3
- Born to Be Posthumous: The Eccentric Life and Mysterious Genius of Edward Gorey. Little, Brown and Company, 2018, ISBN 978-0316188548